# Woldemar Gottlob Schmidt
Woldemar Gottlob Schmidt (* 2. Juni 1836 in Meißen; † 31. Januar 1888 in Leipzig) war ein deutscher evangelischer Theologe.

## Leben
Der Sohn eines Pfarrers besuchte die Leipziger Nikolaischule und begann 1854 ein Studium der Theologie an der Universität Leipzig, das er an der Universität Göttingen fortsetzte. In Leipzig wurde er in Philosophie promoviert und 1858 Lehrer an der dritten Bürgerschule, wurde im selben Jahr Religionslehrer am Gymnasium in Plauen, und ging 1859 in gleicher Eigenschaft an das Gymnasium in Zwickau. 1862 wirkte er an der Fürstenschule St. Afra in Meißen. Er kehrte nach Leipzig zurück, wurde Lizentiat der Theologie, widmete sich akademischen Tätigkeiten und wurde 1866 außerordentlicher Professor der Theologie. 
1876 wurde er ordentlicher Professor der Theologie und behandelte als solcher ausschließlich das Neue Testament. So erstreckten sich seine Vorlesungen über die biblische Theologie, die Hermeneutik und die neutestamentlichen  Schriften. Nachdem er 1878 Ehrendoktorwürde der Universität Göttingen erhalten hatte, beteiligte er sich auch an den organisatorischen Aufgaben der Leipziger Hochschule. So war er  im Jahr 1882/83 Dekan der Theologischen Fakultät und 1886/87 Rektor der Alma Mater.
Aus seiner Ehe mit Hedwig Zimmermann gingen zwei Töchter hervor, die jedoch schon in jungen Jahren starben.
Sein Bruder war der Mediziner Benno Schmidt.

## Werke
- De statu animarum medio inter mortem et resurrectionem. Zwickau 1861
- Das Dogma vom Gottmenschen mit Beziehung auf die neuesten Lösungsversuche und Gegensätze. Leipzig 1865
- Der Lehrgehalt des Jacobus-Briefes. Ein Beitrag zur neutestamentlichen Theologie. Leipzig 1869
- Der Bericht der Apostelgeschichte über Stephanus. Leipzig 1882
- Über den Charakter der theologischen Schriftauslegung und ihre Bedeutung für Schrift und Katechese. Leipzig 1880
- Zur Charakteristik der neutestamentlichen Schriftauslegung in ihrer neueren Entwicklung. Leipzig 1886